# Eye in the Sky
Eye in the Sky è il sesto album in studio del gruppo progressive rock britannico The Alan Parsons Project, fondato da Alan Parsons ed Eric Woolfson, pubblicato nel maggio 1982 dalla Arista Records.

## Descrizione

L'occhio di Horus, simbolo dell'album Eye in the Sky ed in seguito del The Alan Parsons Project.

Parsons e Woolfson registrano i brani per l'album, dalla seconda metà del 1981 fino agli inizi del 1982, con macchine multi traccia analogiche presso gli studi Abbey Road a Londra, il nastro master digitale viene mixato utilizzando un processore audio Sony PCM 1610. Come per gli album precedenti anche Eye in the Sky viene strutturato come un concept album con il tema incentrato su L'occhio nel cielo (Eye in the sky) di Philip K. Dick anche nella sua accezione divina. Come cantanti, oltre ad Eric Woolfson, vengono convocati David Paton, Chris Rainbow, Lenny Zakatek, Elmer Gantry e Colin Blunstone. Tra i musicisti vi è la new entry Mel Collins al sassofono nel brano Old And Wise.
L'album Eye in the Sky viene pubblicato nel maggio del 1982 divenendo da subito il più grande successo del The Alan Parsons Project e superando, in tutto il mondo, due milioni di copie vendute, negli USA arriva settimo, in Canada, Paesi Bassi, Norvegia e Nuova Zelanda arriva terzo, in Italia secondo e primo in Austria e Germania. Il singolo Eye in the Sky riscuote un notevole successo arrivando terzo negli USA e primo in Canada e Spagna, in generale ha ottimi risultati in tutti i paesi europei compresa l'Italia dove arriva quinto.
L'idea del nome per l'album viene ad Eric Woolfson dopo che sentì, nel corso della stessa giornata, per tre volte utilizzare l'espressione "Eye in the sky" (occhio nel cielo), riferita però a contesti differenti. Un amico, allora direttore del marketing dell'hotel e casinò Tropicana, gli mostrò il sistema di sorveglianza della struttura, conosciuto come "Eye in the sky". In seguito, mentre Woolfson si trovava nella sua camera d'albergo, sentì un servizio al notiziario riguardo al satellite spia "Eye in the sky", del quale si parlava poiché aveva migliorato alcuni sistemi militari; l'espressione fu sentita per la terza volta da Woolfson alla fine dello stesso notiziario, quando si parlò di un elicottero meteorologico chiamato appunto "Eye in the sky".

### Versione in catalano diEye In The Sky
Nel novembre del 2019 Alan Parsons partecipa ad un evento di beneficenza, organizzato dalla tv spagnola TV3, per raccogliere fondi destinati alla ricerca sulle malattie rare. Parsons incide il brano Seré Els Teus Ulls Al Camì, adattamento al catalano del brano Eye in The Sky, e realizza anche un videoclip. L'album viene pubblicato il 1º dicembre del 2019 con il titolo Minories Que Fan Una Majoria.

## Copertina e grafica
La grafica dell'album Eye in the Sky viene curata dalla Hipgnosis di Storm Thorgerson che crea come simbolo distintivo l'occhio di Horus, che diventerà poi il simbolo del The Alan Parsons Project. Il simbolo viene posizionato ad occupare tutta la copertina, dorato e su sfondo verde, sul retro della copertina viene disposto un collage di immagini che richiamano l'occhio di Horus, tra cui il centro di una galassia, un murales, una telecamera di controllo di un casinò, una sala di controllo e i visi di Alan Parsons ed Eric Woolfson con l'occhio proiettato sulla guancia mediante un filtro di luce, lo stemma di un agente della sicurezza. Alcune di queste immagini verranno utilizzate per le copertine dei singoli. All'interno del booklet viene posizionato un geroglifico vicino ai testi di ogni brano.

## Tracce
Eye in the Sky - Album originale (1982)
Testi e musiche di Eric Woolfson e Alan Parsons; edizioni musicali Arista Records.
1. Sirius (Strumentale) – 1:53 – Sintetizzatore Fairlight CMI: Alan Parsons • Tastiere addizionali: Eric Woolfson e Haydn Bendall • Chitarre: Ian Bairnson • Basso: David Paton • Batteria: Stuart Elliott • Orchestra: arrangiata e diretta da Andrew Powell
Un pianoforte elettrico Wurlitzer modello 200A, Eric Woolfson lo utilizza nel brano Eye in the Sky.
2. Eye In The Sky – 4:36 – Voce e pianoforte elettrico Wurlitzer: Eric Woolfson • Sintetizzatore Fairlight CMI: Alan Parsons • Cori: Chris Rainbow • Chitarre elettrica e acustica: Ian Bairnson • Basso: David Paton • Batteria: Stuart Elliott
3. Children Of The Moon – 4:51 – Voce e basso: David Paton • Tastiere: Eric Woolfson • Chitarre elettrica e acustica: Ian Bairnson • Batteria e percussioni: Stuart Elliott • Ottavino: John Wallace • The English Chorale: direttore del coro Bob Howes • Orchestra: arrangiata e diretta da Andrew Powell
Una Pedal steel guitar, Ian Bairnson la utilizza nel brano Gemini.
4. Gemini – 2:11 – Voce: Chris Rainbow • Tastiere: Eric Woolfson • Pedal steel guitar: Ian Bairnson • Basso: David Paton • Batteria: Stuart Elliott
5. Silence And I – 7:22 – Voce e tastiere: Eric Woolfson • Chitarre: Ian Bairnson • Basso: David Paton • Batteria e percussioni: Stuart Elliott • Pianoforte addizionale ed orchestra: arrangiamento e direzione Andrew Powell
6. You're Gonna Get Your Fingers Burned – 4:23 – Voce e cori: Lenny Zakatek • Tastiere e cori: Alan Parsons • Cori: Eric Woolfson • Chitarre: Ian Bairnson • Basso: David Paton • Batteria e percussioni: Stuart Elliott
7. Psychobabble – 4:51 – Voce: Elmer Gantry • Cori: Jack Harris • Tastiere: Eric Woolfson • Chitarre e cori: Ian Bairnson • Basso: David Paton • Batteria: Stuart Elliott • The English Chorale: direttore del coro Bob Howes • Orchestra: arrangiata e diretta da Andrew Powell
8. Mammagamma (Strumentale) – 3:34 – Sintetizzatore Fairlight CMI, tastiere e drum machine LinnDrum: Alan Parsons • Chitarre: Ian Bairnson • Basso: David Paton • Batteria addizionale: Stuart Elliott • Orchestra: arrangiata e diretta da Andrew Powell
9. Step By Step – 3:53 – Voce e vocal FX: Lenny Zakatek • Cori: Chris Rainbow • Tastiere: Eric Woolfson • Chitarre: Ian Bairnson • Basso: David Paton • Batteria e percussioni: Stuart Elliott • The English Chorale: direttore del coro Bob Howes • Orchestra: arrangiata e diretta da Andrew Powell
10. Old And Wise – 4:54 – Voce: Colin Blunstone • Tastiere, pianoforte e organo: Eric Woolfson • Sassofono: Mel Collins • Chitarre: Ian Bairnson • Basso: David Paton • Batteria: Stuart Elliott • Banda di ottoni e Orchestra: arrangiata e diretta da Andrew Powell

Durata totale: 42:28
Eye in the Sky - 25º Anniversary Edition, Extended Edition (2007)
Testi e musiche di Eric Woolfson e Alan Parsons; edizioni musicali Sony BMG, Legacy, Arista Records.
1. Sirius (Strumentale) – 1:54 – Sintetizzatore Fairlight CMI: Alan Parsons • Tastiere addizionali: Eric Woolfson e Haydn Bendall • Chitarre: Ian Bairnson • Basso: David Paton • Batteria: Stuart Elliott • Orchestra: arrangiata e diretta da Andrew Powell
2. Eye In The Sky – 4:36 – Voce e pianoforte elettrico Wurlitzer: Eric Woolfson • Sintetizzatore Fairlight CMI: Alan Parsons • Cori: Chris Rainbow • Chitarre elettrica e acustica: Ian Bairnson • Basso: David Paton • Batteria: Stuart Elliott
3. Children Of The Moon – 4:51 – Voce e basso: David Paton • Tastiere: Eric Woolfson • Chitarre elettrica e acustica: Ian Bairnson • Batteria e percussioni: Stuart Elliott • Ottavino: John Wallace • The English Chorale: direttore del coro Bob Howes • Orchestra: arrangiata e diretta da Andrew Powell
4. Gemini – 2:10 – Voce: Chris Rainbow • Tastiere: Eric Woolfson • Pedal steel guitar: Ian Bairnson • Basso: David Paton • Batteria: Stuart Elliott
5. Silence And I – 7:20 – Voce e tastiere: Eric Woolfson • Chitarre: Ian Bairnson • Basso: David Paton • Batteria e percussioni: Stuart Elliott • Pianoforte addizionale ed orchestra: arrangiamento e direzione Andrew Powell
6. You're Gonna Get Your Fingers Burned – 4:22 – Voce e cori: Lenny Zakatek • Tastiere e cori: Alan Parsons • Cori: Eric Woolfson • Chitarre: Ian Bairnson • Basso: David Paton • Batteria e percussioni: Stuart Elliott
7. Psychobabble – 4:52 – Voce: Elmer Gantry • Cori: Jack Harris • Tastiere: Eric Woolfson • Chitarre e cori: Ian Bairnson • Basso: David Paton • Batteria: Stuart Elliott • The English Chorale: direttore del coro Bob Howes • Orchestra: arrangiata e diretta da Andrew Powell
8. Mammagamma (Strumentale) – 3:34 – Sintetizzatore Fairlight CMI, tastiere e drum machine LinnDrum: Alan Parsons • Chitarre: Ian Bairnson • Basso: David Paton • Batteria addizionale: Stuart Elliott • Orchestra: arrangiata e diretta da Andrew Powell
9. Step By Step – 3:54 – Voce e vocal FX: Lenny Zakatek • Cori: Chris Rainbow • Tastiere: Eric Woolfson • Chitarre: Ian Bairnson • Basso: David Paton • Batteria e percussioni: Stuart Elliott • The English Chorale: direttore del coro Bob Howes • Orchestra: arrangiata e diretta da Andrew Powell
10. Old And Wise – 4:55 – Voce: Colin Blunstone • Tastiere, pianoforte e organo: Eric Woolfson • Sassofono: Mel Collins • Chitarre: Ian Bairnson • Basso: David Paton • Batteria: Stuart Elliott • Banda di ottoni e Orchestra: arrangiata e diretta da Andrew Powell
11. Sirius (Demo) – 1:53
12. Old And Wise (Eric Woolfson Guide Vocal) – 4:31
13. Any Other Day (Studio Demo) – 1:41
14. Silence And I (Eric Woolfson Early Guide Vocal) – 7:33
15. The Naked Eye – 10:48
16. Eye Pieces (Classical Naked Eye) – 7:51

Durata totale: 76:45

## Analisi
SiriusLa breve strumentale sarà la più utilizzata, tra i brani del Project, negli anni 1980 e 90 dalle radio e tv, in particolare negli anni 90 viene utilizzata per sei stagioni come sottofondo per l'ingresso in campo dei giocatori della squadra dei Chicago Bulls. In Italia viene utilizzata per la presentazione della Pallacanestro Varese durante le partite casalinghe disputate al Palazzetto dello sport, in Australia a Melbourne la squadra locale di rugby, i Melbourne Rebels, utilizza Sirius durante la presentazione dei giocatori. Sirius viene concepita da Parsons e Woolfson come parte iniziale del brano Eye in the Sky ma subito considerati due brani separati anche perché, per motivi di tempo, le radio quasi sempre riproducono solo Eye in the Sky. Solamente nei concerti, fin dagli anni 1990, Parsons esegue sempre Sirius collegata ad Eye in the Sky. L'8 maggio del 1995 ad Arnhem nei Paesi Bassi durante il World Liberty Concert, di cui Parsons è direttore artistico, Sirius viene eseguita due volte, la prima nella fase iniziale del concerto come introduzione della strumentale Breakaway, estratta dal primo album da solista di Alan Parsons Try Anything Once del 1993, in cui si esibisce Candy Dulfer al sassofono; una seconda volta viene eseguita a concerto avanzato come classica introduzione di Eye in the Sky. Nel 1982 la rubrica del Tg2 Spazio Sette utilizza Sirius per la sigla.
Eye in the SkyCantata da Eric Woolfson, risulterà subito il maggior successo del The Alan Parsons Project, arrivando al terzo posto negli USA nella classifica di Billboard. Parsons ha detto della canzone «...Odiavo questa canzone quando abbiamo cominciato a registrarla — Ero pronto ad escluderla del tutto. Poi abbiamo trovato il ritmo ipnotico delle chitarre, ed è tutto andato a posto.». Eye in the Sky viene pubblicata anche come videoclip in contemporanea con la pubblicazione dell'album. Nel 2003 è stata realizzata una cover di Eye in the Sky da Noa in una versione acustica molto intima, accompagnata alla chitarra da Gil Dor.

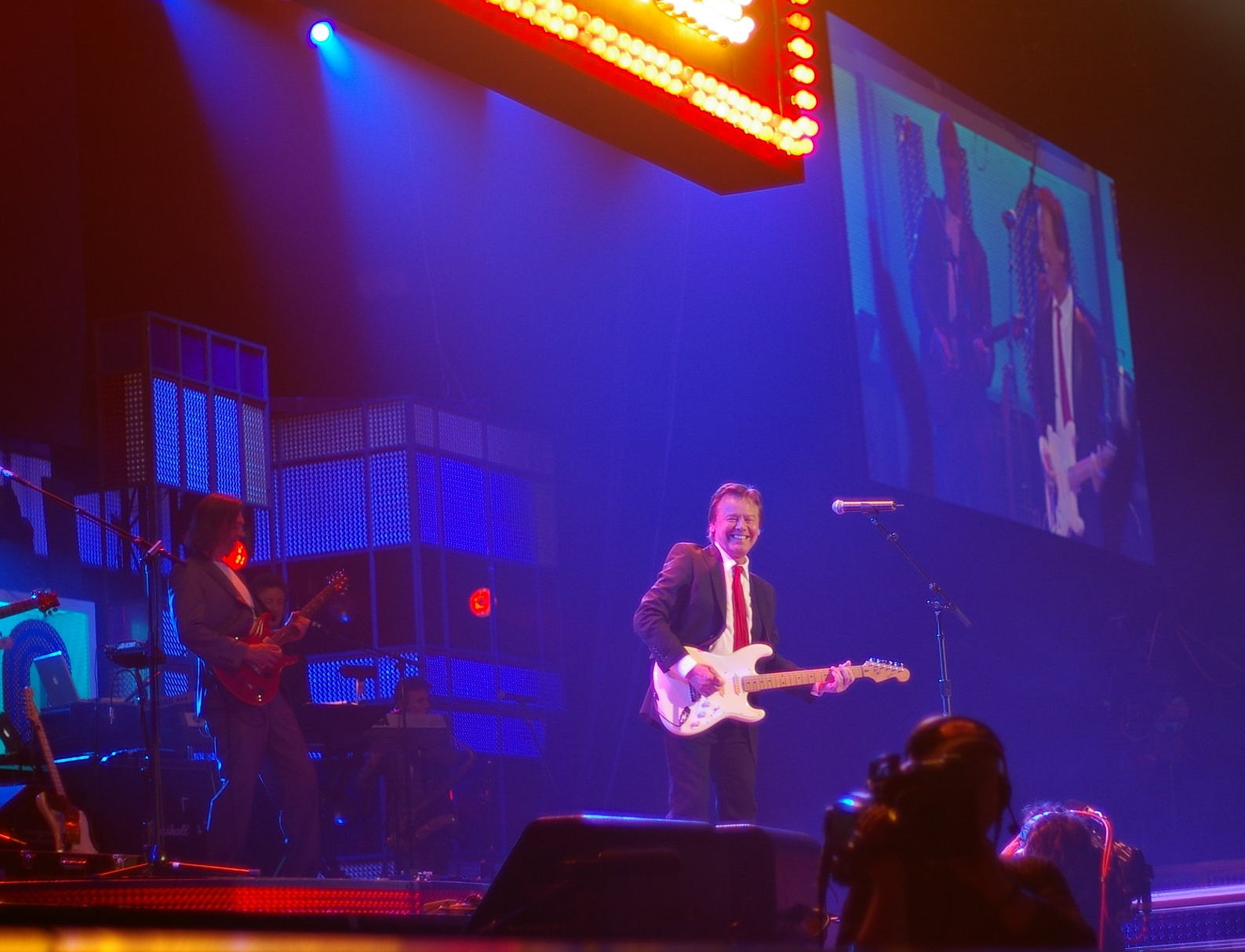
David Paton in concerto nel 2007. Bassista del Project dal 1976 al 1986, in Eye in the Sky canta in Children Of The Moon.

Children Of The MoonCantata dal bassista David Paton, ha un testo che tra le righe cela un tema politico "Abbiamo lasciato che il cieco ci guidasse troppo a lungo; Facile capire dove abbiamo sbagliato. Niente per cui vivere, Niente per cui morire.". Il brano è caratterizzato da un iniziale ritmo a scatti con una limpida melodia ed un importante linea di basso di David Paton, che sfociano in un'atmosfera angelica con l'orchestra che si inserisce con trombe acutissime, per poi trasformarsi improvvisamente in un classico brano progressive-rock.
GeminiIl brano è eseguito in gran parte a cappella da Chris Rainbow in tutte le sue sovrapposizioni e con Ian Bairnson che utilizza magicamente la pedal steel guitar.
Silence And IÈ un brano molto complesso che comincia con una ballata per pianoforte per poi proseguire con l'esecuzione di tutte le caratteristiche del più puro progressive rock, diversi cambi di tempo trasportano l'ascoltatore ad una parte eseguita dall'orchestra di novantacinque elementi al completo, arrangiata e diretta da Andrew Powell, che per la sua carica e dinamica melodica potrebbe benissimo provenire dalla colonna sonora di un film. Dopo cinque minuti riprende il cantato di Eric Woolfson per poi sfociare in quasi altri due minuti dove l'orchestra al completo segue la chitarra elettrica di Ian Bairnson.
You're Gonna Get Your Fingers BurnedIl brano cantato da Lenny Zakatek è il più rock dell'album ed è in gran parte frutto della creatività di Alan Parsons che ne realizza il riff, la melodia e ne sceglie il titolo. A metà della canzone vi è un notevole assolo di Bairnson, ed in generale il brano si avvicina allo stile di Huey Lewis and the News.
PsychobabbleCantata da Elmer Gantry, che nell'album precedente The Turn of a Friendly Card del 1980 ha cantato il brano di apertura May Be A Price To Pay, viene introdotta da quasi un minuto strumentale dominato da un profondo duello di pianoforte e basso di David Paton, nella parte centrale Alan Parsons esprime al massimo la sua professionalità ricreando un godibilissimo minuto di pura tensione con una moltitudine di effetti sonori, sirene antiaeree e una linea di basso che richiama la colonna sonora di John Williams del film di Steven Spielberg Lo Squalo.

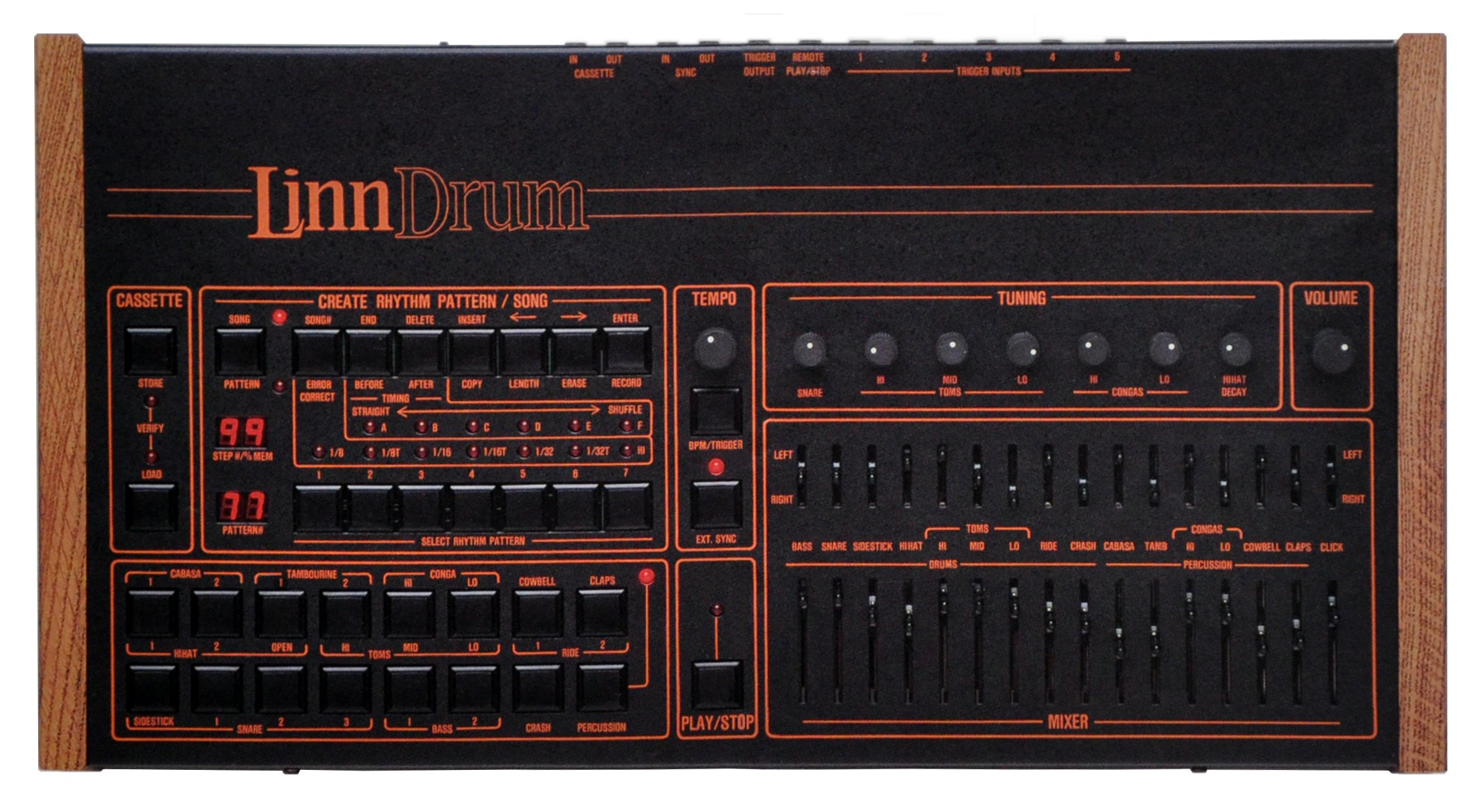
Una drum machine modello LinnDrum, utilizzata da Alan Parsons nel brano Mammagamma.

(Alan Parsons, dal booklet del cd Eye in the Sky box set 35º Anniversary Edition, 2017)
MammagammaLa strumentale Mammagamma viene realizzata da Alan Parsons principalmente mediante l'utilizzo del sintetizzatore Fairlight CMI e la drum machine LinnDrum. Diviene da subito la strumentale più famosa ed iconica del The Alan Parsons Project anche grazie agli innumerevoli passaggi in radio e con alcune emittenti che la manderanno in loop continuo al termine della programmazione.
Step By StepIn fase di registrazione Parsons e Woolfson ritenevano che questo brano, cantato da Lenny Zakatek, potesse divenire una hit di successo grazie al suo ritmo accattivante. Il testo della canzone tratta il tema dell'avidità e la voglia di raggiungere l'obiettivo manipolando il prossimo.
Old And WiseCantata da Colin Blunstone è ispirata alla tragica morte in giovane età della moglie di un dirigente dell'Arista. Diventerà uno dei brani più famosi del Project anche grazie agli assoli al sassofono di Mel Collins.

## Formazione[43]

### Leader

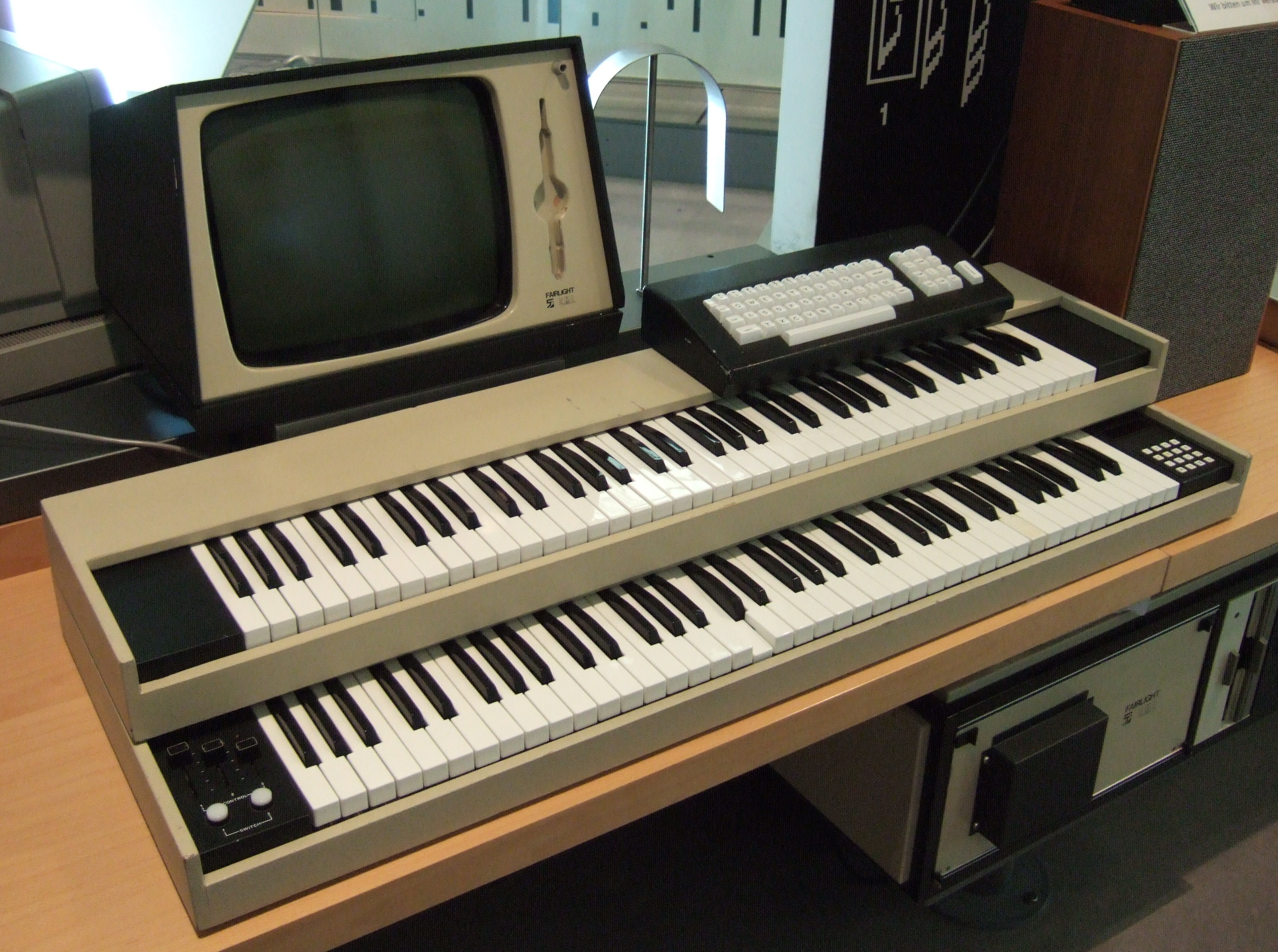
Un sintetizzatore Fairlight CMI, utilizzato da Alan Parsons nei brani Sirius, Eye in the Sky e Mammagamma.

- Alan Parsons – sintetizzatore Fairlight CMI (traccia 1,2,8), tastiere (traccia 6,8), LinnDrum (traccia 8), cori (traccia 6), autore testi e musiche (tracce 1,2,3,4,5,6,7,8,9,10), programming, ingegnere di registrazione, produttore
- Eric Woolfson – voce (traccia 2,5), pianoforte elettrico Wurlitzer (traccia 2), tastiere (traccia 3,4,5,7,9,10), pianoforte (traccia 10), organo (traccia 10), tastiere addizionali (traccia 1), cori (traccia 6), autore testi e musiche (tracce 1,2,3,4,5,6,7,8,9,10), produttore esecutivo

### Session Man
Cantanti
- Lenny Zakatek – voce (traccia 6,9), cori (traccia 6), vocal FX (traccia 9)
- David Paton –	voce (traccia 3), basso (traccia 1,2,3,4,5,6,7,8,9,10)
- Chris Rainbow – voce (traccia 4), cori (traccia 2,9)
- Elmer Gantry - voce (traccia 7)
- Colin Blunstone – voce (traccia 10)
- Jack Harris - cori (traccia 7)

Musicisti

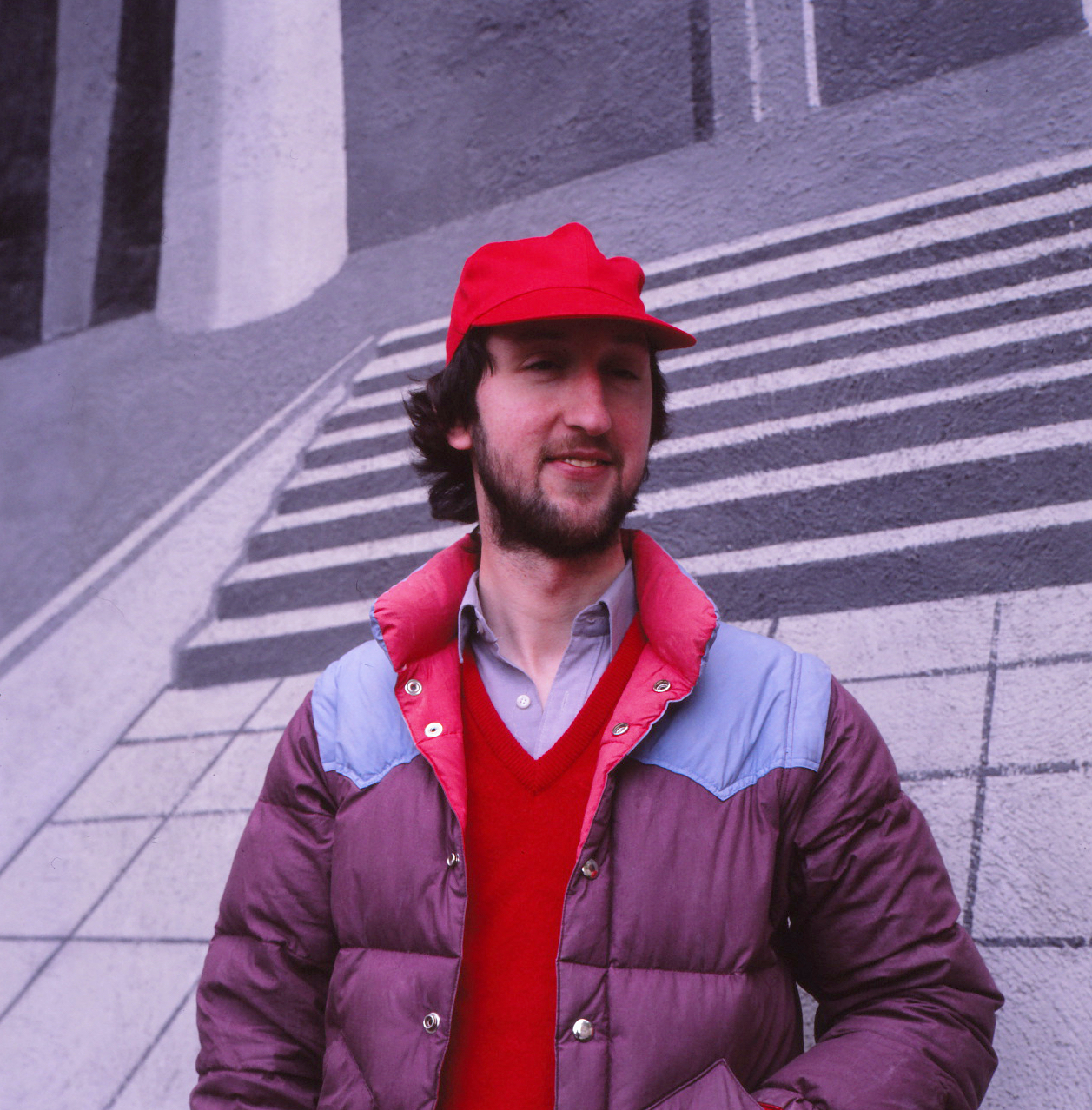
Ian Bairnson nel 1982. Chitarrista dell'album Eye in the Sky, come per tutti gli album del Project dal 1976 al 1990.

- Ian Bairnson – chitarra elettrica (traccia 1,2,3,5,6,7,8,9,10), chitarra acustica (traccia 2,3), pedal steel guitar (traccia 4), cori (traccia 7)
- Stuart Elliott – batteria (traccia 1,2,3,4,5,6,7,9,10), percussioni (traccia 3,5,6,9), batteria addizionale (traccia 8)
- Mel Collins – sassofono (traccia 10)
- Haydn Bendall - tastiere addizionali (traccia 1)
- John Wallace - ottavino (traccia 3)

Orchestra e coro
- The Philharmonia Orchestra - (traccia 1,3,5,7,8,9,10)
- Andrew Powell - direttore e arrangiamento orchestra (traccia 1,3,5,7,8,9,10), direttore e arrangiamento banda di ottoni (traccia 10), pianoforte addizionale (traccia 5)
- The English Chorale - (traccia 3,7,9)
- Bob Howes - direttore del coro (traccia 3,7,9)

## Videoclip
Eye in the SkyIl videoclip viene pubblicato in contemporanea con l'uscita dell'album nel giugno del 1982.

## Edizioni
Eye in the Sky - 25º Anniversary Edition, Expanded Edition (2007)La versione rimasterizzata del 2007 contiene anche 6 tracce bonus. Masterizzata a cura di Dave Donnelly e Alan Parsons al DNA Mastering a Studio City in California.
Eye in the Sky - 35º Anniversary Edition, Super Deluxe Box Set (2017)Il 1º dicembre del 2017, in occasione del 35º anniversario dalla pubblicazione di Eye in the Sky è stato pubblicato un box set con il seguente contenuto:
- 3 CD (l'album originale in versione expanded con le tracce bonus; Un cd con i diari di scrittura di canzoni di Eric Woolfson mai pubblicati prima; Un cd con materiale inedito proveniente dalle sessioni di registrazione).
- 2 LP masterizzati a mezza velocità da Miles Showell presso gli Abbey Road Studios.
- 1 Blu-ray 5.1 surround e la versione HD dell'album originale masterizzato Alan Parsons.
- 1 volume di 60 pagine sulla realizzazione dell'album, con materiale inedito e interviste a molti dei session man.
- 1 poster con il logo di Eye in the Sky.
- 1 cartolina postale a tema.
- 1 promo Flexidisc ricreato dagli elementi originali utilizzati per promuovere l'album alla sua uscita nel 1982.

## Eye in the Sky nella cultura di massa
TG2 Spazio SetteNel 1982 la rubrica settimanale del Tg2 Spazio Sette utilizza Sirius come sigla iniziale.
Lui è peggio di meNel 1985 il brano Sirius viene inserito nelle battute finali del film Lui è peggio di me con Renato Pozzetto ed Adriano Celentano, diretto da Enrico Oldoini.
Ricky "the Dragon" SteamboatDal 1985 al 1988 il wrestler Ricky "the Dragon" Steamboat ha utilizzato il brano Sirius, dall'album Eye in the Sky del 1982, come sottofondo per i suoi ingressi nell'arena per gli incontri della World Wrestling Federation.
EsplorandoNel 1987 Sirius viene utilizzato come sigla della trasmissione televisiva Esplorando, trasmessa su Rai 1 e condotta da Mino Damato.
Chicago BullsNegli anni 90 il brano Sirius viene utilizzata per sei stagioni come sottofondo per l'ingresso in campo dei giocatori della squadra dei Chicago Bulls.
I SimpsonNell'episodio nº24, della settima stagione, intitolato Homerpalooza, messo in onda in originale il 19 maggio 1996 ed in Italia il 23 febbraio 1998, Alan Parsons ed il suo The Alan Parsons Project vengono citati dal protagonista Homer Simpson.
Dr PepperNel 2008 il brano Sirius, dall'album Eye in the Sky del 1982, è stato utilizzato nello spot televisivo della bibita Dr Pepper, dove l'ex cestista Dr J spiega i motivi per cui sceglie la famosa bibita.
UEFA Euro 2012In occasione del campionato europeo di calcio 2012, svoltosi in Polonia e Ucraina dall'8 giugno al 1º luglio 2012, la strumentale Sirius è stata eseguita dopo gli inni nazionali a ogni partita, nei minuti che precedevano il calcio d'inizio.
NissanNel 2013 il brano Sirius, dall'album Eye in the Sky del 1982, è stato utilizzato nello spot televisivo della casa automobilistica giapponese Nissan. Lo spot riguardava il lancio della nuova serie di tre autovetture, la Altima, il Pathfinder e la Sentra.
I GriffinIl 29 settembre 2019 Alan Parsons viene citato anche nella sitcom animata statunitense, Family Guy, nota in Italia come I Griffin. Questa volta non vi è solo una citazione ma Alan Parsons compare come un personaggio a disegni animati nell'episodio nº1 della serie 18, intitolato Yacht Rocky, trasmesso per la prima volta sul canale televisivo Fox. L'episodio in Italia viene trasmesso da Mediaset l'11 novembre 2020, nella versione originale è lo stesso Alan Parsons a doppiare il suo personaggio.
The Last DanceIl documentario sulla vita di Michael Jordan, intitolato The Last Dance, trasmesso nel 2020 su Netflix contiene il brano Sirius nella colonna sonora.
Genoa calcioPer la stagione 2021-2022 la squadra italiana di calcio del Genoa, che milita in Serie A, utilizza come sottofondo musicale per l'ingresso in campo dei calciatori, nelle partite casalinghe, il brano strumentale Sirius dell'album Eye in the Sky del 1982.

## Classifiche
| Nazione       | Miglior posizione in classifica | Settimane di permanenza |
| ------------- | ------------------------------- | ----------------------- |
| Germania      | 1º                              | 47                      |
| Spagna        | 1º                              |                         |
| Austria       | 1º                              | 26                      |
| Italia        | 2º                              |                         |
| Canada        | 3º                              |                         |
| Norvegia      | 3º                              | 21                      |
| Nuova Zelanda | 3º                              | 29                      |
| Australia     | 4º                              |                         |
| Paesi Bassi   | 4º                              | 41                      |
| Stati Uniti   | 7º                              | 41                      |
| Svezia        | 8º                              | 10                      |
| Regno Unito   | 27º                             | 11                      |

## Riconoscimenti

### Premi
- Progressive Music Award 2018 - categoria Reissue Of The Year - per l'album Eye in the Sky - 35th Anniversary Edition.
- Grammy Awards 2019 - categoria Surround Sound - Best Immersive Audio Album - per l'album Eye in the Sky - 35th Anniversary Edition.

### Nomination
- Grammy Awards 1982 - categoria Best Engineered Recording, Non Classical - album Eye In The Sky dei The Alan Parsons Project.
- Progressive Music Award 2018 - categoria Reissue Of The Year - per l'album Eye in the Sky - 35th Anniversary Edition di Alan Parsons.
- Grammy Awards 2019 - categoria Surround Sound - Best Immersive Audio Album - album Eye In The Sky - 35th Anniversary Edition di Alan Parsons.